# 欧洲E81公路
欧洲E81公路（英語：European route E81）是欧洲高速公路的一部分。它始于羅馬尼亞的康斯坦察，结束于乌克兰的穆卡切沃，长约623 km（387 mi）。

## 路线
穆卡切沃 – 哈爾梅烏 – 薩圖馬雷 – 札勒烏 – 克卢日-纳波卡 – 圖爾達 – 塞貝什 – 錫比烏 – 皮特什蒂 – 布加勒斯特 – 萊赫柳 – 費泰什蒂 – 切爾納沃德 – 康斯坦察